# Ceccano
Ceccano est une commune italienne d'environ 23 150 habitants, située dans la province de Frosinone, dans la région Latium, en Italie centrale.

## Administration
| Période                                  | Période  | Identité          | Étiquette       | Qualité |
| ---------------------------------------- | -------- | ----------------- | --------------- | ------- |
| 2020                                     | en cours | Roberto Caligiore | Frères d'Italie |         |
| Les données manquantes sont à compléter. |          |                   |                 |         |

## Communes limitrophes
Arnara, Castro dei Volsci, Frosinone, Giuliano di Roma, Patrica, Pofi, Villa Santo Stefano

## Jumelages
Ceccano est jumelée avec la commune française de Plouzané (Finistère).